# グラヴェドーナ
グラヴェドーナ（イタリア語: Gravedona）は、イタリア共和国ロンバルディア州コモ県グラヴェドーナ・エドゥニーティに属する分離集落（フラツィオーネ）。
かつては独立したコムーネであったが、2011年にコンシーリオ・ディ・ルーモ、ジェルマージノと合併して新自治体の一部となった。

## 地理

### 位置・広がり
コモ県中部、コモ湖畔に所在する集落。県都コモから北北東へ20kmの距離にある。

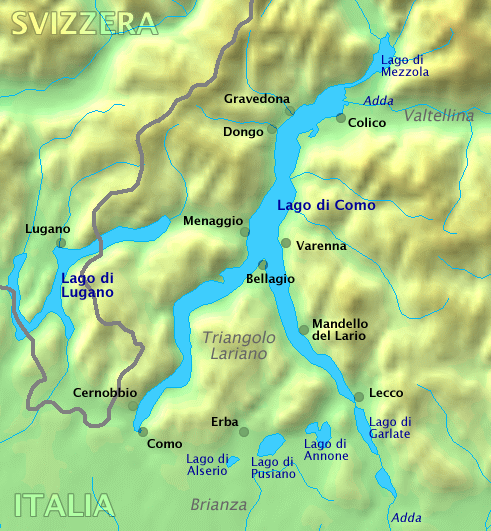
コモ湖周辺の地図

### 旧コムーネ
隣接していたコムーネは以下の通り。括弧内のLCはレッコ県所属を示す。
- コーリコ (LC)
- コンシーリオ・ディ・ルーモ
- ドマーゾ
- ドッソ・デル・リーロ
- ペーリオ